# Monumento Buzludja
El monumento Buzludja (en búlgaro: Паметник на Бузлуджа), situado en la cima del homónimo monte Buzludja o Buzludzha, de 1441 m de altitud, es uno de los mayores monumentos ideológicos erigidos en Bulgaria y una antigua sala de congreso soviético situada en el parque nacional de Buzludja, en los montes Balcanes búlgaros. El edificio, que se encuentra actualmente abandonado, se construyó en 1981 en honor al «Congreso Buzludja» celebrado en este mismo lugar en 1891 por Dimitar Blagoev y su Partido Socialdemócrata Búlgaro.
Costó alrededor de catorce millones de leva (siete millones de euros) al gobierno socialista búlgaro y en su construcción participaron ingenieros militares del ejército, famosos pintores y escultores. Alrededor del monumento se construyeron varias carreteras desde Shipka y Stara Zagora. En la carretera de salida de Buzludja se encuentra una enorme estatua de Dimitar Blagoev.

## Historia

### Construcción
La decisión de construir un monumento a la celebración del Congreso de Buzludja en 1891 y el 1300º aniversario de la creación del Estado Búlgaro fue de la Secretaría del Comité Central del Partido Comunista de Bulgaria, el 11 de marzo de 1971. La construcción comenzó en 1974 y fue financiada por el gobierno socialista búlgaro y mediante donaciones de los miembros del partido por valor de 14.186 millones de leva. La Casa Memorial fue inaugurada el 23 de agosto de 1981.
En la construcción participaron tropas del servicio de empleo —sección del ejército búlgaro compuesta por hombres y mujeres en edad de trabajar y que se les obligaba a hacerlo durante un tiempo en favor del gobierno— y brigadas de voluntarios. El encargado de supervisar la construcción fue el comandante de Stara Zagora Delcho Delchev y el autor del proyecto arquitectónico fue Guéorguy Stoilov.

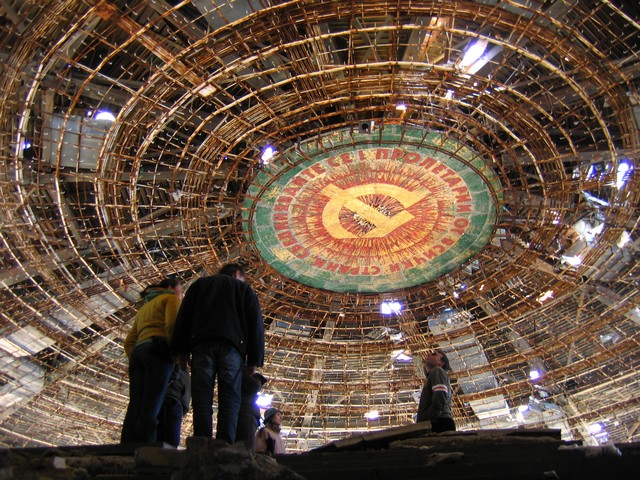
Detalle del techo en la cámara interior.

La Casa Memorial consta de una amplia cámara abovedada para el debate y una torre de 70 metros de altura. En la parte superior de la torre hay dos postes de 12 metros con equipos de alta tensión. Sala de Ceremonias tiene un diámetro de 42 metros y una altura de 14,5 metros y está decorada con 550 metros cuadrados de mosaicos que evocan las luchas comunistas, la construcción de la sociedad socialista, el emblema soviético y una frase en búlgaro que reza: "Proletariado de todos los países, ¡uníos!". También estaban retratados en la cámara principal varios destacados líderes búlgaros y soviéticos como Dimitar Blagoev, Todor Zhivkov, Georgi Dimitrov, Vladimir Lenin, Iósif Stalin y Leonid Brézhnev. El diseño del monumento duró 18 meses y participaron en el más de sesenta artistas, entre ellos Dimitar Kirov, Minekov Velichko y Starchev Valentin. Las tres escaleras del interior del edificio están decoradas con una combinación de vidrio blanco, realizada por el escultor checo Stanislav Libenski.

### Post-comunismo
Tras la caída del gobierno socialista de Todor Zhivkov, y con los cambios políticos en Bulgaria desde noviembre de 1989, el monumento fue abandonado. Tras apenas veinte años desde su inauguración, fue deteriorándose progresivamente, por la falta de conservación de parte del Estado Búlgaro.
El 19 de septiembre de 2011, durante la apertura del Museo de Arte Socialista de Bulgaria, el presidente del país, Boyko Borisov, reveló que el histórico monumento de Buzludja pasaba a pertenecer al Partido Socialista Búlgaro, otorgándole toda la responsabilidad de su gestión. 
En la película "El Especialista, Resurrección", del año 2016, el exmiembro de las fuerzas especiales y antiguo agente de la CIA, Arthur Bishop (Jason Statham) se introduce subrepticiamente en el monumento, el cual es utilizado como base de operaciones por el magnate traficante de armas y multimillonario, Max Adams (Tommy Lee Jones). Para esta cinta de acción su interior fue retocado digitalmente.
El verano de 2020 un grupo internacional de restauradores inició trabajos de recuperación de los mosaicos interiores dañados por el vandalismo y las inclemencias del tiempo. Estos trabajos continúan en la actualidad en fase de búsqueda de inversión. - 
Euronews ES   29/12/2020 21:34

## Imágenes

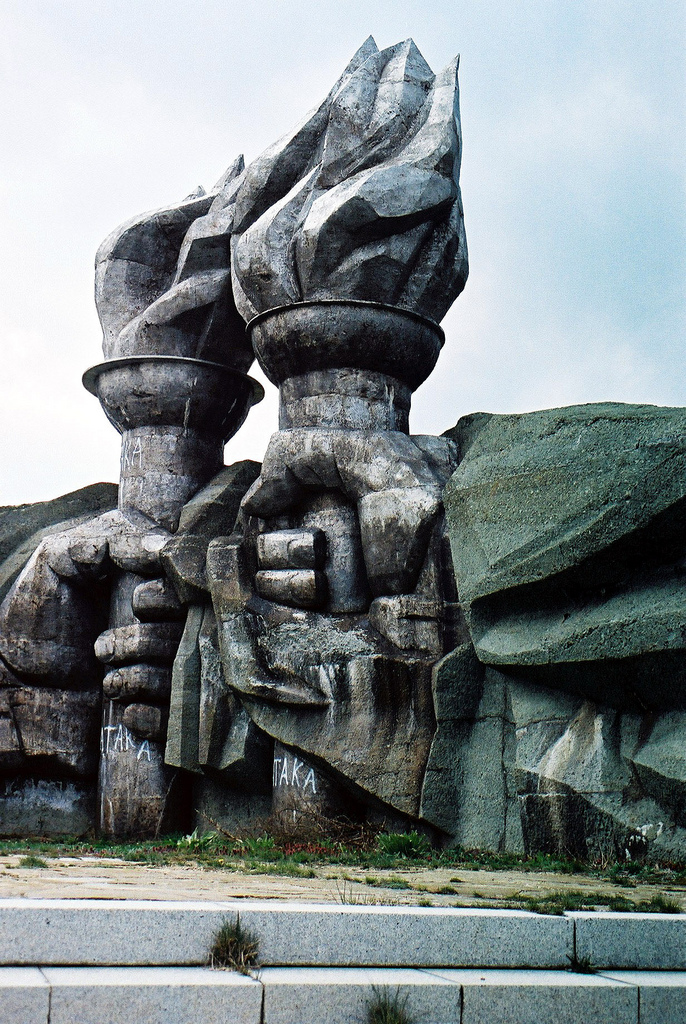
Los brazos y antorchas en detalle.
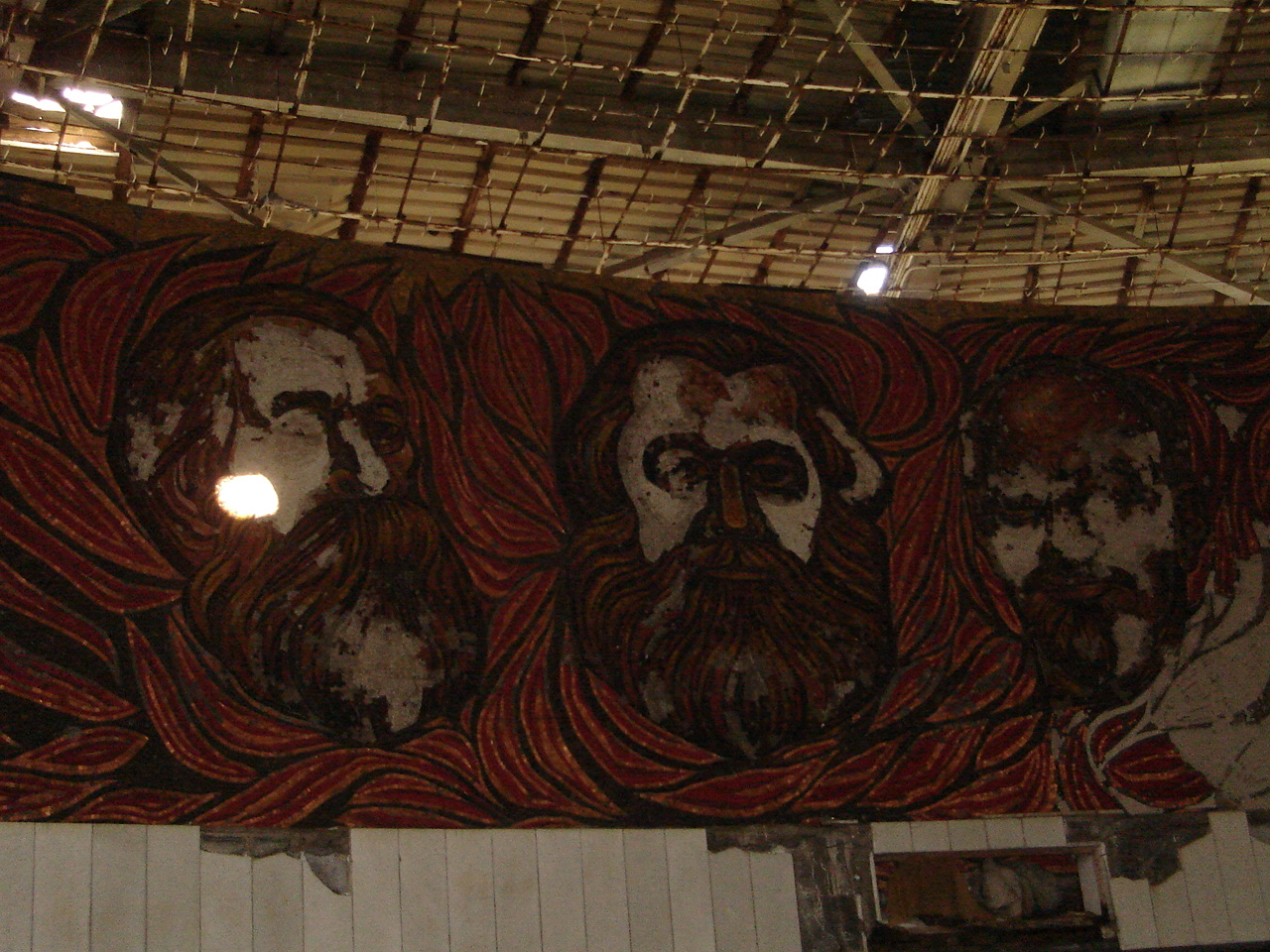
Mosaicos con líderes comunistas en el interior.
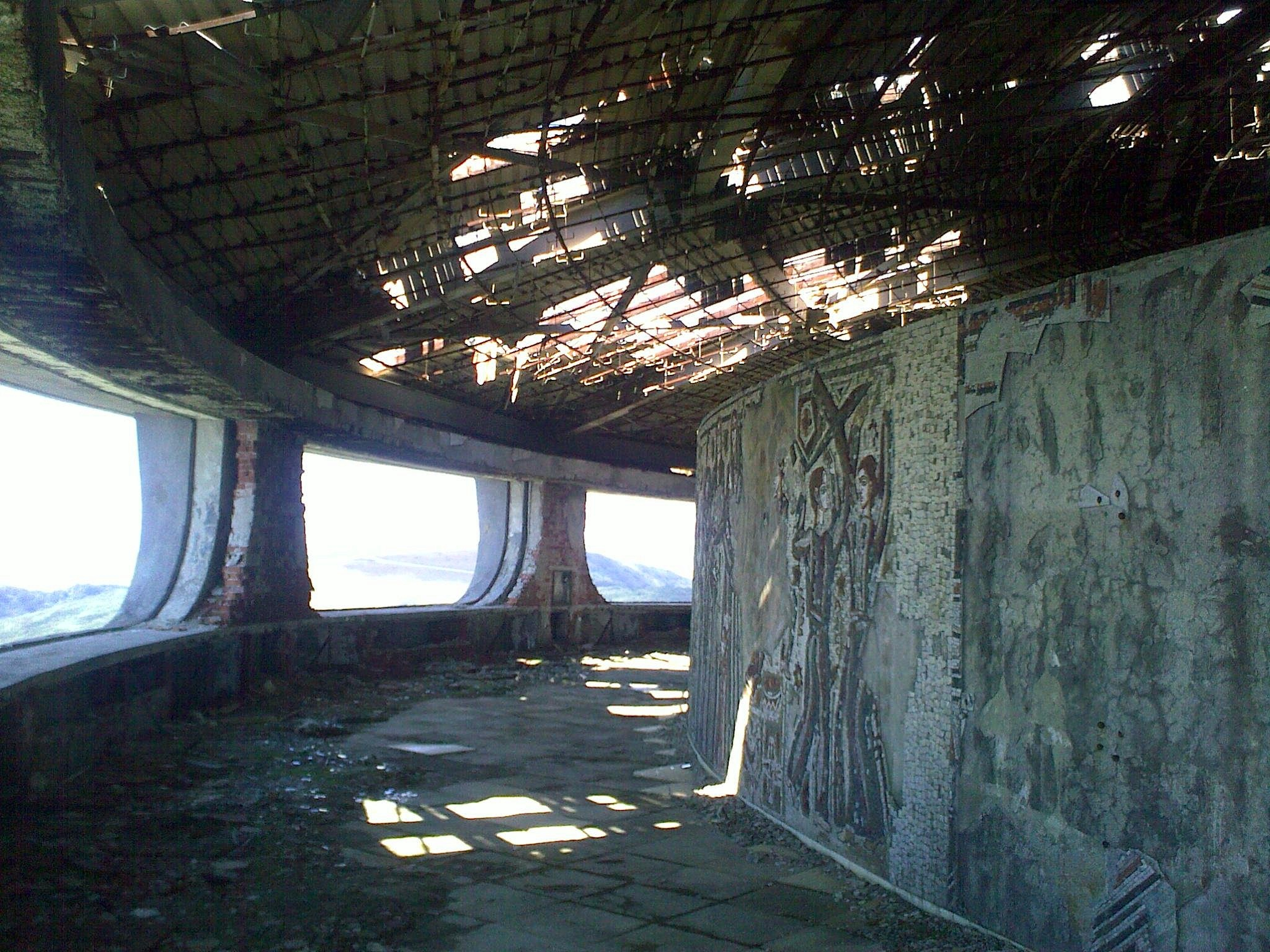
Pasillos interiores.
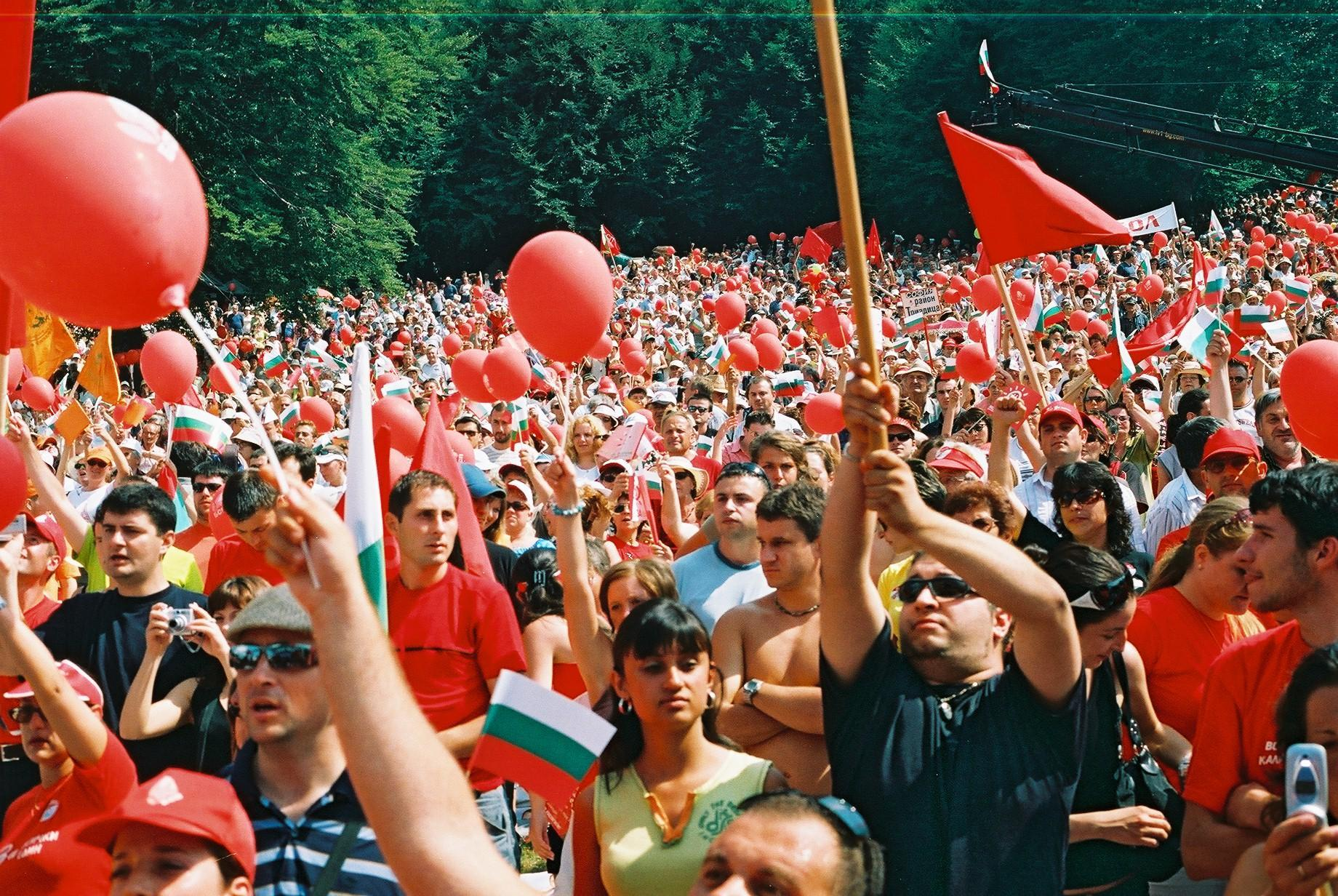
Consejo socialista en 2005 en Buzludja.